# Super Rugby
Pour les articles homonymes, voir Super Rugby (homonymie) et Super 10.
Le Super Rugby est une compétition internationale de rugby à XV qui oppose actuellement onze franchises australiennes, néo-zélandaises et fidjiennes. La compétition a connu plusieurs noms et formules dans le passé. Héritière d'une compétition lancée dans les années 1980 entre six équipes du Pacifique, elle devient professionnelle en 1996 et prend le nom de Super 12. Puis en 2006, elle passe à quatorze équipes et est renommée Super 14. En 2011, une quinzième franchise est introduite, la compétition est renommée Super Rugby. En 2016, le Super Rugby passe à 18 équipes et accueille pour la première fois des franchises basées au Japon et en Argentine, avant qu'en 2018 on revienne à 15 équipes. En 2021, le nombre d'équipes est réduit à 10, avec le départ des sud-africains, argentins et japonais, puis la compétition revient à douze équipes en 2022 avec l'intégration des Fijian Drua et Moana Pasifika. On utilise parfois abusivement, notamment en France, le terme de Super 15 pour faire référence à cette compétition, tous formats confondus.
La compétition se déroule de février à août et comprend une première phase de poules suivie d'une phase finale à élimination directe sur trois tours.
Les Crusaders possèdent le plus grand nombre de titres avec treize victoires dans l'épreuve.
Le Super Rugby connaît, particulièrement depuis la pandémie de Covid-19, un écroulement de l'affluence. De fait les taux de remplissage des stades ne sont plus donnés ; cela, contrairement aux autres sports majeurs australasiens.
Depuis les origines, ce sont les fédérations nationales, et non les franchises à titre individuel, qui gèrent la compétition et signent les contrats avec les joueurs et les télévisions.

## Histoire de la compétition

### Origines (1986-1995)
L'histoire des compétitions interprovinciales de l'hémisphère sud remonte à 1986. C'est cette année-là qu'une initiative néo-zélandaise donna naissance au South Pacific Championship (Championnat du Pacifique Sud). Six équipes participèrent à cette première édition: les provinces néo-zélandaises de Canterbury, Auckland et Wellington, les sélections australiennes des États de Nouvelle Galles du Sud et du Queensland, ainsi que l'équipe nationale des Fidji. Cette compétition dominée par Auckland et disputée à chaque fois par les mêmes équipes, perdura jusqu'en 1990. Après une année d'arrêt en 1991, la compétition reprit sous le nom de Super Six en 1992, toujours avec les mêmes équipes.
Avec le retour de l'Afrique du Sud sur la scène internationale, le Super 6 devient le Super 10 en 1993 en intégrant des équipes provinciales sud-africaines. Les dix équipes participant en 1993 étaient l'équipe nationale des Samoa, le Queensland, Otago, Auckland et le Natal en poule A, Waikato, North Harbour, le Transvaal, le Northern Transvaal et la Nouvelle Galles du Sud en poule B. Excepté les Samoa, toutes ces équipes étaient des sélections provinciales, déterminées en fonction du classement dans le championnat national en ce qui concernait les provinces néo-zélandaises et sud-africaines. Pour cette première édition, le Transvaal triompha d'Auckland à l'Ellis Park. En 1994, l'Eastern Province remplaça le Northern Transvaal, et c'est le Queensland qui remporta la compétition en disposant du Natal en finale. Le Natal atteignit la finale grâce à quatre points obtenus sur tapis vert à la suite du refus de l'équipe de Nouvelle Galles du Sud de se déplacer à Durban, prétextant une trop grande insécurité. Le Queensland s'imposa également en 1995.

### Super 12 (1996-2005)
1996 vit une révolution : l'arrivée du professionnalisme. Décidé à exploiter le filon, le magnat australien des médias Rupert Murdoch décida de pérenniser cette compétition en incitant les trois fédérations sud-africaine, australienne et néo-zélandaise à s'associer pour former la SANZAR, chargée de l'organisation de la compétition qui devint le Super 12, en échange de quoi Murdoch diffuserait les rencontres. Le contrat de dix ans signé entre la SANZAR et le groupe News Corporation se monte à 555 millions de dollars américains. Le Super 12 comptait cinq équipes néo-zélandaises, quatre sud-africaines et trois australiennes. Les îles du Pacifique (Samoa et Fidji) invitées dans les compétitions antérieures furent laissées de côté. Les Néo-Zélandais alignèrent des franchises regroupant des provinces du NPC (championnat national des provinces), les Australiens les deux sélections traditionnelles du Queensland et de Nouvelle-Galles du Sud, transformées en franchises professionnelles, ainsi qu'une nouvelle franchise représentant le Territoire de la capitale australienne et ses alentours, créée pour l'occasion, les ACT Brumbies. Enfin les Sud-Africains alignèrent les deux premières années des provinces de Currie Cup avant de copier le modèle néo-zélandais et de créer des franchises associant plusieurs provinces. En 1996, les équipes alignées étaient : Natal Sharks, Waikato, Western Province, Canterbury, Otago, Queensland, ACT, Transvaal, Wellington, Northern Transvaal, Nouvelle Galles du Sud et Auckland. Ce nouveau Super 12 comportait une poule unique, ce qui occasionnait de nombreux déplacements, particulièrement fatigants pour les équipes sud-africaines partant durant six semaines consécutives en Australie et Nouvelle-Zélande. Sous l'influence du marketing, les noms des équipes se simplifièrent, chaque entité devant être une marque facilement identifiable comme dans les sports américains. Seules les deux équipes australiennes des New South Wales Waratahs et des Queensland Reds possédaient des surnoms historiques. Dès l'an 2000, chaque équipe était essentiellement identifiée à un simple surnom, presque débarrassé de son origine géographique (on connaît désormais l'équipe du Queensland sous son surnom de Reds, celle de Canberra sous son surnom de Brumbies etc.). Les franchises néo-zélandaises accolèrent des surnoms à leur appellation originale (Waikato Chiefs par exemple) dès leur première saison, mais les équipes sud-africaines ne portèrent que leur nom géographique lors des deux premières saisons. Ainsi est-on passé du Northern Transvaal aux Northern Bulls, puis aux Bulls, le Transvaal est devenu les Gauteng Lions, puis les Cats et enfin les Lions, le Natal est devenu les Coastal Sharks puis les Sharks, et la Western Province s'est nommée Western Stormers, puis Stormers.

### Super 14 (2006-2010)
En 2005, la SANZAR renouvelle le contrat, arrivé à expiration, avec News Corporation (pour l'Australie, la Nouvelle-Zélande et le Royaume-Uni et Supersport (pour l'Afrique du Sud), moyennant 323 millions de dollars sur cinq ans, en échange de l'exclusivité sur le Super 12 et le Tri-Nations. Le tournoi s'élargit, le Super 12 devenant le Super 14, avec l'intégration de deux nouvelles franchises: la Western Force, basée à Perth en Australie et préférée à la candidature des Melbourne Rebels, et les Cheetahs, qui jouent à Bloemfontein en Afrique du Sud. En 2007, une des cinq franchises sud-africaines devait laisser sa place à la nouvelle franchise des Southern Spears, mais ce processus est annulé. Cette année-là, pour la première fois, deux équipes sud-africaines, les Sharks et les Bulls, terminent aux deux premières places de la phase préliminaire. Elles remportent leur demi-finale avant de s'affronter en finale à Durban dans la première finale 100 % sud-africaine de l'histoire. L'année suivante, les Crusaders remportent leur septième titre en treize éditions, soit plus d'une victoire tous les deux ans. En 2009, les Bulls accrochent leur deuxième titre en battant les Chiefs 61-17, il s'agit de la plus large victoire en finale depuis le début de la compétition. Ils font le doublé l'année suivante an battant les Stormers en finale.

### Super Rugby (2011-2020)
Dès novembre 2009, dans la perspective de la renégociation du contrat entre la SANZAR et les diffuseurs devant prendre effet en 2011, le principe d'une quinzième franchise basée en Australie est acceptée : il s'agira des Melbourne Rebels, qui avaient été recalés en 2006. Un accord d'un montant de 437 millions de dollars portant sur la diffusion de la compétition ainsi que celle du Tri-Nations pour cinq années est signé par la SANZAR avec Supersport (Afrique du Sud), Fox Sports (Australie) et SKY Television, alors propriété à 44 % de News Corp (Nouvelle-Zélande).
Les quinze franchises sont groupées en trois conférences séparées (Australie, Nouvelle-Zélande et Afrique du Sud) de cinq équipes chacune. Chaque équipe joue en matchs aller et retour contre les quatre autres équipes de la même conférence et dispute quatre matchs contre quatre des cinq équipes de chacune des deux autres conférences, soit un total de 16 matchs par équipe dont 8 à domicile. Six équipes, au lieu de quatre précédemment, sont qualifiées pour les playoffs : les vainqueurs des trois conférences ainsi que les trois équipes non classées premières qui comptent le plus de points (wildcards teams). Les deux vainqueurs de conférences qui comptent le plus de points sont qualifiés directement pour les demi-finales et affrontent sur leur terrain les deux vainqueurs d'un tour éliminatoire disputé par les quatre autres équipes qualifiées.
Le Super 15 débute lors de la dernière semaine de février et se termine en août, sauf en 2011, le calendrier devant être modifié pour tenir compte de la coupe du monde.
Sur le plan sportif, la période est dominée par quatre franchises jamais titrées jusqu'alors : les Australiens des Reds (2011) et des Waratahs (2014) et les Néo-Zélandais des Chiefs (2012 et 2013) et des Highlanders (2015) et des Hurricanes (2016). Après les trois titres des Bulls entre 2007-2010, les équipes sud-africaines sont en retrait, seuls les Sharks parvenant en finale en 2012. Les Crusaders, franchise la plus titrée de la compétition, connaissent deux finales perdues (2011 et 2014).
En février 2012, la SANZAR annonce qu'elle réfléchit à de nouveaux projets d'expansion avec l'ajout de franchises en Argentine, au Japon et aux États-Unis, des marchés potentiellement porteurs, anticipant sur l'expiration du contrat télévisé après 2015. La compétition change effectivement à nouveau de format en 2016 en passant de 15 à 18 équipes. En septembre 2013, la fédération sud-africaine (SARU) a d'abord obtenu la garantie d'une sixième franchise, évitant les déchirements entre ses propres équipes (six candidats pour cinq places) qui marquaient son histoire depuis 2007. Puis en novembre 2014, une candidature japonaise, en battant un projet basé à Singapour, et l'Argentine obtiennent chacun une franchise. Pour le Japon, il s'agit d'une avancée décisive car il engagera son équipe nationale afin de la rendre compétitive dans la perspective de l'organisation de la Coupe du monde en 2019 et des Jeux olympiques en 2020 (le rugby à sept étant devenu discipline olympique) sur son territoire. Pour l'Argentine, qui n'a pas de championnat de clubs ou de provinces professionnel, il s'agit de poursuivre son développement après ses bons résultats en Coupe du monde (régulièrement qualifiée pour les quarts de finale, elle termine troisième en 2007) et l'entrée de son équipe nationale dans le Tri-Nations (rebaptisé Rugby Championship à cette occasion), en 2014. La fédération argentine (UAR), qui a négocié l'accord, alignera son équipe nationale et se passera des internationaux jouant en France ou dans les îles Britanniques, obligeant tout joueur souhaitant représenter les Pumas à évoluer au pays. La franchise devrait être basée à Buenos Aires.
L'augmentation du nombre d'équipes entraîne une modification profonde du système du championnat. Quatre poules sont créées : une en Australie (cinq équipes), une en Nouvelle-Zélande (cinq équipes), deux en Afrique du Sud (quatre équipes : trois sud-africaines et la franchise japonaise ou argentine). Entre 2010 et 2015, les Pampas XV, équipe d'espoirs argentins, avait déjà joué en Vodacom Cup, compétition sud-africaine des provinces. Pour les besoins de la phase préliminaire, les poules australienne et néo-zélandaises sont placées dans un groupe australasien, et les deux poules sud-africaines dans un groupe sud-africain. Chaque équipe jouera 17 matches préliminaires : deux (aller-retour) contre les équipes de sa poule, un contre les cinq autres équipes du groupe, et un contre quatre équipes de l'autre groupe. Les playoffs se déroulent avec huit équipes, qualifiées pour les quarts de finale, 5 issues du groupe australasien, trois du groupe sud-africain : les vainqueurs des quatre conférences, ainsi que quatre « wildcards », les trois équipes les mieux classées du groupe australasien (en dehors des vainqueurs des conférences australienne et néo-zélandaise) et l'équipe la mieux classée du groupe sud-africain (en dehors des vainqueurs des conférences sud-africaines). Les huit équipes sont ensuite classées pour déterminer les lieux des rencontres : les quatre vainqueurs de conférence reçoivent les quatre détenteurs des wildcards selon leur classement après les matches préliminaires (le meilleur vainqueur de conférence reçoit le dernier qualifié comme wildcard et.). Les demi-finales et la finale se déroulent sur le terrain de l'équipe la mieux classée.
La saison s'étendra du 26 février au 16 juillet, date de la finale (142 rencontres au total). Basée à Tokyo, l'équipe japonaise jouera néanmoins trois matches à Singapour au Singapore Sports Hub dans le cadre du développement sportif autant qu'économique du rugby en Asie du Sud-Est souhaité par la SANZAAR.
En 2018, à la suite de l’évincement des Cheetahs et des Southern Kings et l’exclusion de la Western Force, la formule repasse à quinze équipes avec trois poules comme en 2011.

### Super Rugby Trans-Tasman (2021)
À partir de la saison 2021, le format de la compétition est réorganisé, avec un passage de quinze à dix équipes. En effet, les quatre franchises sud-africaines restantes (Bulls, Lions, Sharks et Stormers) quittent le championnat par décision de la fédération, avec le projet de rejoindre le Pro14 européen. Selon John Dobson (en), entraîneur des Stormers, l'expansion des années 2010 a fait que « les gens n'ont plus compris la compétition et ça a marqué la mort du Super Rugby ». Parallèlement, la franchise argentine des Jaguares est écartée pour des raisons économiques, et ils rejoignent la Súperliga Americana. Enfin, le départ de la franchise japonaise des Sunwolves, prévu depuis 2019, est officialisé. En revanche la Western Force, écartée en 2017, fait son retour à la compétition afin de porter à nouveau le nombre d'équipe australiennes à cinq, et le total à dix.
La compétition se déroule en deux phases. La première consiste en deux sous-championnats nationaux : le Super Rugby AU et le Super Rugby Aotearoa. Le premier regroupe les cinq équipes australiennes, et le second les cinq équipes néo-zélandaises. Ces deux compétitions se déroulent parallèlement, lors de dix journées et se terminent par de courtes phases finales. Le Super Rugby Aotearoa s'achève sur une simple finale entre le premier et le deuxième du classement, tandis que le Super Rugby AU voit d'abord s'affronter le deuxième et le troisième du classement dans une finale préliminaire, avant que le vainqueur joue le premier dans la grande finale,. À la fin de cette première phase, les dix équipes sont regroupées au sein du Super Rugby Trans-Tasman (en). Il s'agit d'un championnat en cinq journées, avant une finale entre le premier et le deuxième du classement.

### Super Rugby Pacific (2022-)
Pour la saison 2022, le nom de la compétition change et le format est réorganisé, avec un passage de dix à douze équipes. La première des deux nouvelles franchises est le Moana Pasifika, affiliée à la fédération néo-zélandaise et basée à Auckland, et qui a pour but de représenter les nations du Pacifique, particulièrement les Samoa et Tonga,. La seconde est la franchise fidjienne des Fijian Drua, qui a auparavant disputé le championnat national australien.
Les Crusaders remportent l'édition en battant les Blues en finale sur le score de 21 à 7.
Le 2 décembre 2022, il est annoncé que le Super Rugby Pacific est maintenu sous ce format jusqu'en 2030.

## Identité visuelle

Évolution du logo
Logo du Super 14.
Logo du Super Rugby de 2011 à 2021.
Logo du Super Rugby instauré en 2022.

## Équipes disputant le Super Rugby

### Équipes actuelles
À compter de 2022, la compétition oppose les douze franchises issues de trois nations. Pour plus de détails sur les zones géographiques concernées par les franchises, australiennes, sud-africaines et néo-zélandaises, voir l'équivalence géographique des franchises du Super 15.
La compétition oppose douze franchises issues d'Australie, des Fidji et de Nouvelle-Zélande. Chaque franchise représente une aire géographique.
| Nom             | Pays             | Ville        | Stade                           | Entraîneur            | Capitaine                              |
| --------------- | ---------------- | ------------ | ------------------------------- | --------------------- | -------------------------------------- |
| Blues           | Nouvelle-Zélande | Auckland     | Eden Park                       | Vern Cotter           | Patrick Tuipulotu                      |
| Brumbies        | Australie        | Canberra     | Canberra Stadium                | Stephen Larkham       | Allan Alaalatoa                        |
| Chiefs          | Nouvelle-Zélande | Hamilton     | Waikato Stadium                 | Clayton McMillan (en) | Luke Jacobson                          |
| Crusaders       | Nouvelle-Zélande | Christchurch | Rugby League Park               | Rob Penney (en)       | David Havili                           |
| Fijian Drua     | Fidji            | Lautoka Suva | Churchill Park HFC Bank Stadium | Glen Jackson          | Tevita Ikanivere, Frank Lomani         |
| Highlanders     | Nouvelle-Zélande | Dunedin      | Forsyth Barr Stadium            | Jamie Joseph          | Hugh Renton (en), Timoci Tavatavanawai |
| Hurricanes      | Nouvelle-Zélande | Wellington   | Westpac Stadium                 | Clark Laidlaw (en)    | Brad Shields                           |
| Moana Pasifika  | Nouvelle-Zélande | Auckland     | Mount Smart Stadium             | Tana Umaga            | Ardie Savea                            |
| Queensland Reds | Australie        | Brisbane     | Suncorp Stadium                 | Les Kiss (en)         | Tate McDermott, Liam Wright            |
| Waratahs        | Australie        | Sydney       | Sydney Football Stadium         | Dan McKellar          | Jake Gordon                            |
| Western Force   | Australie        | Perth        | Perth Oval                      | Simon Cron (en)       | Jeremy Williams                        |

|  |  |

### Anciennes équipes
- Bulls – Pretoria, Gauteng (Retiré par la Fédération sud-africaine de rugby à XV en 2020 et rejoint l'URC à partir de 2021)
- Cats – Johannesburg, Gauteng (Renommé en Lions en 2005)
- Cheetahs – Bloemfontein, Free State (Retiré par le Super Rugby et rejoint le Pro14 en 2017, participe au Super Rugby Unlocked en 2020)
- Griquas – Kimberley, Northern Cape (Participe au Super Rugby Unlocked en 2020)
- Jaguares – Buenos Aires, Argentine (Non retenu dans une compétition de Super Rugby en 2021)
- Lions – Johannesburg, Gauteng (Renommé Cats en 1998, reviens au nom Lions en 2006, retiré par la Fédération sud-africaine de rugby à XV en 2012, de retour en Super Rugby en 2014, retiré par la Fédération sud-africaine de rugby à XV en 2020 et rejoint l'URC à partir de 2021)
- Pumas – Mbombela, Mpumalanga (Participe au Super Rugby Unlocked en 2020)
- Sharks – Durban, KwaZulu-Natal (Retiré par la Fédération sud-africaine de rugby à XV en 2020 et rejoint l'URC à partir de 2021)
- Southern Kings – Port Elizabeth, Eastern Cape (Retiré par le Super Rugby et rejoint le Pro14 en 2017)
- Stormers – Le Cap, Western Cape (Retiré par la Fédération sud-africaine de rugby à XV en 2020 et rejoint l'URC à partir de 2021)
- Sunwolves – Tokyo, Japon (Retiré par la Fédération japonaise de rugby à XV en 2020)
- Melbourne Rebels – Melbourne, Australie (Retiré par la Fédération australienne de rugby à XV en 2024)

## Palmarès

### South Pacific Championship
- 1986 :  Canterbury
- 1987 :  Auckland et Canterbury
- 1988 :  Auckland
- 1989 :  Auckland
- 1990 :  Auckland

### Super 6
- 1992 :  Queensland

### Super 10
- 1993 :  Transvaal (Afrique du Sud)
- 1994 :  Queensland
- 1995 :  Queensland

### Super 12
| Date        | Vainqueur | Score   | Finaliste   | Lieu                       | Spectateurs | 1er de la phase régulière |
| ----------- | --------- | ------- | ----------- | -------------------------- | ----------- | ------------------------- |
| 25 mai 1996 | Blues     | 45 – 21 | Sharks      | Eden Park, Auckland        |             | Queensland Reds           |
| 31 mai 1997 | Blues     | 23 – 7  | Brumbies    | Eden Park, Auckland        |             | Blues                     |
| 30 mai 1998 | Crusaders | 20 – 13 | Blues       | Eden Park, Auckland        |             | Blues                     |
| 29 mai 1999 | Crusaders | 24 – 19 | Highlanders | Carisbrook, Dunedin        | 41 500      | Queensland Reds           |
| 27 mai 2000 | Crusaders | 20 – 19 | Brumbies    | Canberra Stadium, Canberra | 27 489      | Brumbies                  |
| 26 mai 2001 | Brumbies  | 36 – 6  | Sharks      | Canberra Stadium, Canberra | 26 271      | Brumbies                  |
| 25 mai 2002 | Crusaders | 31 – 13 | Brumbies    | Jade Stadium, Christchurch |             | Crusaders                 |
| 24 mai 2003 | Blues     | 21 – 17 | Crusaders   | Eden Park, Auckland        | 47 000      | Blues                     |
| 22 mai 2004 | Brumbies  | 47 – 38 | Crusaders   | Canberra Stadium, Canberra | 28 753      | Brumbies                  |
| 28 mai 2005 | Crusaders | 35 – 25 | Waratahs    | Jade Stadium, Christchurch | 36 500      | Crusaders                 |

### Super 14
| Date        | Vainqueur | Score   | Finaliste  | Lieu                              | Spectateurs | 1er de la phase régulière |
| ----------- | --------- | ------- | ---------- | --------------------------------- | ----------- | ------------------------- |
| 27 mai 2006 | Crusaders | 19 – 12 | Hurricanes | Jade Stadium, Christchurch        | 36 500      | Crusaders                 |
| 19 mai 2007 | Bulls     | 20 – 19 | Sharks     | ABSA Stadium, Durban              | 54 000      | Sharks                    |
| 31 mai 2008 | Crusaders | 20 – 12 | Waratahs   | AMI Stadium, Christchurch         | 26 000      | Crusaders                 |
| 30 mai 2009 | Bulls     | 61 – 17 | Chiefs     | Loftus Versfeld Stadium, Pretoria | 55 000      | Bulls                     |
| 29 mai 2010 | Bulls     | 25 – 17 | Stormers   | Orlando Stadium, Soweto           | 40 000      | Bulls                     |

### Super 15
| Date           | Vainqueur   | Score   | Finaliste  | Lieu                        | Spectateurs | 1er de la phase régulière |
| -------------- | ----------- | ------- | ---------- | --------------------------- | ----------- | ------------------------- |
| 9 juillet 2011 | Reds        | 18 – 13 | Crusaders  | Suncorp Stadium, Brisbane   | 52 113      | Reds                      |
| 4 août 2012    | Chiefs      | 37 – 6  | Sharks     | Waikato Stadium, Hamilton   | 25 100      | Chiefs                    |
| 3 août 2013    | Chiefs      | 27 – 22 | Brumbies   | Waikato Stadium, Hamilton   | 25 114      | Chiefs                    |
| 2 août 2014    | Waratahs    | 33 – 32 | Crusaders  | ANZ Stadium, Sydney         | 61 823      | Waratahs                  |
| 4 juillet 2015 | Highlanders | 21 – 14 | Hurricanes | Westpac Stadium, Wellington | 35 896      | Hurricanes                |

### Super Rugby
| Date           | Vainqueur                                                | Score   | Finaliste                                           | Lieu                              | Spectateurs | 1er de la phase régulière                           |
| -------------- | -------------------------------------------------------- | ------- | --------------------------------------------------- | --------------------------------- | ----------- | --------------------------------------------------- |
| 6 août 2016    | Hurricanes                                               | 20 – 3  | Lions                                               | Westpac Stadium, Wellington       | 39 000      | Hurricanes                                          |
| 4 août 2017    | Crusaders                                                | 25 – 17 | Lions                                               | Ellis Park Stadium, Johannesbourg | 62 000      | Lions                                               |
| 4 août 2018    | Crusaders                                                | 37 – 18 | Lions                                               | AMI Stadium, Christchurch         | 19 600      | Crusaders                                           |
| 6 juillet 2019 | Crusaders                                                | 19 – 3  | Jaguares                                            | AMI Stadium, Christchurch         | 19 600      | Crusaders                                           |
| 2020           | Crusaders (Aotearoa) Brumbies (AU) Bulls (Unlocked (en)) | TTR     | Blues (Aotearoa) Reds (AU) Stormers (Unlocked (en)) | TTR                               | 0           | Sharks                                              |
| 19 juin 2021   | Blues                                                    | 23 – 15 | Highlanders                                         | Eden Park, Auckland               | 36 000      | Crusaders (Aotearoa) Reds (AU) Blues (Trans-Tasman) |
| 18 juin 2022   | Crusaders                                                | 21 – 7  | Blues                                               | Eden Park, Auckland               | 45 000      | Crusaders                                           |
| 24 juin 2023   | Crusaders                                                | 25 – 20 | Chiefs                                              | Waikato Stadium, Hamilton         | 25 100      | Chiefs                                              |
| 22 juin 2024   | Blues                                                    | 41 - 10 | Chiefs                                              | Eden Park, Auckland               | 45 000      | Hurricanes                                          |
| 21 juin 2025   | Crusaders                                                | 16 - 12 | Chiefs                                              | Rugby League Park, Christchurch   |             | Chiefs                                              |

Les saisons 2020 et 2021 ayant été disputées dans des conditions particulières, elles n'ont pas officiellement décerné de titre.

### Palmarès total de l'ensemble des équipes participantes au championnat du Super Rugby
| Rang | Franchise   | Victoires | Finales perdues |
| ---- | ----------- | --------- | --------------- |
| 1    | Crusaders   | 13        | 4               |
| 2    | Blues       | 4         | 2               |
| 3    | Bulls       | 3         | 0               |
| 4    | Brumbies    | 2         | 4               |
| 5    | Chiefs      | 2         | 3               |
| 6    | Waratahs    | 1         | 2               |
| -    | Hurricanes  | 1         | 2               |
| 8    | Highlanders | 1         | 1               |
| 9    | Reds        | 1         | 0               |
| 10   | Sharks      | 0         | 4               |
| -    | Lions       | 0         | 3               |
| -    | Stormers    | 0         | 1               |
| -    | Jaguares    | 0         | 1               |

### Palmarès par nation
| Rang | Pays             | Victoires | Finales perdues |
| ---- | ---------------- | --------- | --------------- |
| 1    | Nouvelle-Zélande | 21        | 11              |
| 2    | Australie        | 4         | 6               |
| 3    | Afrique du Sud   | 3         | 8               |
| 4    | Argentine        | 0         | 1               |

## Records de la compétition

### Records par équipes
Les records référencés par la SANZAAR sont :

#### Sur un match
- Score le plus haut : Crusaders 96 – 19 Waratahs, 2002
- Score le plus bas : 0 - Hurricanes v Reds (11), 1999 ; Bulls v Brumbies (15), 1999 ; Bulls v Sharks (29), 1999 ; Cats v Brumbies (64), 2000 ; Bulls v Highlanders (23), 2005 ; Brumbies v Blues (17), 2006 ; Reds v Brumbies (36), 2006 ; Force v Crusaders (53), 2007 ; Stormers v Crusaders (22), 2008 ; Crusaders v Highlanders (6), 2009 ; Highlanders v Stormers (33), 2011 ; Rebels v Waratahs (43), 2015 ; Bulls v Crusaders (27), 2015 ; Reds v Brumbies (29), 2015 ; Kings v Sharks (53), 2016 ; Sharks v Hurricanes (41), 2016 ; Highlanders v Crusaders (17), 2017 ; Waratahs v Lions (29), 2018 ; Sunwolves v Highlanders (52), 2019 ; Sunwolves v Brumbies (33), 2019 ; Rebels v Crusaders (66), 2019 ; Hurricanes v Stormers (27), 2020 ; Bulls v Stormers (13), 2020
- Score combiné le plus élevé : 137 – Chiefs v Lions (72-65), 2010
- Score combiné le plus bas : 6 – Highlanders v Crusaders (6-0), 2009
- Plus petit écart de points : 3 – Brumbies vs Reds (6-3), 2007
- Plus grand écart de points : 89 – Bulls v Reds (92-3), 2007
- Plus grand nombre de points marqués à l'extérieur : 83 par les Hurricanes v Sunwolves (83-17), 2017
- Le plus grand nombre d'essais en un match par une équipe : 14 par les Crusaders (v Waratahs), 2002 ; par les Lions (v Sunwolves), 2017
- Le plus grand nombre d’essais en un match : 18 – Lions v Chiefs, 2010

#### Sur une saison ou série de matchs
- Victoires consécutives : 16 – Crusaders, 2018/2019
- Défaites consécutives : 17 – Lions, 15 mai 2009-12 mars 2011
- Défaites consécutives en une saison : 13 – Lions, 2010
- Le plus grand nombre d’essais en une saison : 97 – Hurricanes, 2017
- Le plus petit nombre d’essais en une saison : 13 – Lions, 2010
- Le plus grand nombre de victoires en une saison régulière : 14 – Stormers (2012), Hurricanes (2015), Crusaders (2017), Lions (2017)
- Le plus grand nombre de victoires en une saison complète : 17 – Crusaders (2017)
- Le plus petit nombre de victoires en une saison : 0 – Bulls, 2002 saison régulière, Lions, 2010 saison régulière
- Le plus petit nombre de défaites en une saison : 0 – Blues, 1997, Crusaders 2012
- Le plus grand nombre de victoires d'affilée à domicile : 36 – Crusaders 2018-2020
- Le plus de points concédés en une saison : 684 – Southern Kings, 2016
- La plus grande différence de points concédés en une saison : 402 – Southern Kings, 2016

### Records individuels
Les records référencés par la SANZAAR sont :

#### Sur un match
- Points : 50 – Gavin Lawless (Sharks)
- Essais : 5 –  Sean Wainui (en) (Chiefs), Macca Springer (en) (Crusaders)
- Transformations : 13 – Andrew Mehrtens (Crusaders)
- Pénalités : 9 – Elton Jantjies (Lions)
- Drops : 4 – Morné Steyn (Bulls)

#### Sur une saison
- Points : 263 – Morné Steyn (Bulls) 2010
- Essais : 16 - Ben Lam (Hurricanes) 2018
- Transformations : 68 – Bernard Foley (Waratahs) 2018
- Pénalités : 58 – Christian Lealiifano (Brumbies) 2013
- Drops : 11 – Morné Steyn (Bulls) 2009

#### En carrière
- Matchs :

| Rang | Joueurs              | Club(s)                        | Période   | Matchs |
| ---- | -------------------- | ------------------------------ | --------- | ------ |
| 1    | Wyatt Crockett       | Crusaders                      | 2006-2018 | 202    |
| 9    | James Slipper        | Queensland Reds, Brumbies      | 2010-     | 197    |
| 2    | Aaron Smith          | Highlanders                    | 2011-2023 | 185    |
| 3    | Liam Messam          | Chiefs                         | 2006-2018 | 182    |
| 4    | Sam Whitelock        | Crusaders                      | 2010-2023 | 181    |
| 5    | Christian Lealiifano | Brumbies, Moana Pasifika       | 2008-2024 | 180    |
| 6    | Owen Franks          | Crusaders, Hurricanes          | 2009-2024 | 178    |
| 7    | Stephen Moore        | Reds, Brumbies                 | 2003-2017 | 177    |
| 8    | Keven Mealamu        | Blues                          | 2000-2015 | 175    |
| 9    | Ma'a Nonu            | Hurricanes, Blues, Highlanders | 2003-2019 | 174    |
| 10   | Michael Hooper       | Brumbies, Waratahs             | 2007-2023 | 172    |

- Points :

| Rang | Joueurs              | Club(s)                  | Période   | Points |
| ---- | -------------------- | ------------------------ | --------- | ------ |
| 1    | Dan Carter           | Crusaders                | 2003-2015 | 1708   |
| 2    | Morné Steyn          | Bulls                    | 2005-2020 | 1551   |
| 3    | Beauden Barrett      | Hurricanes, Blues        | 2011-     | 1545   |
| 4    | Damian McKenzie      | Chiefs                   | 2015-     | 1432   |
| 5    | Richie Mo'unga       | Crusaders                | 2016-2023 | 1227   |
| 6    | Elton Jantjies       | Lions, Stormers          | 2011-2020 | 1189   |
| 6    | Christian Lealiifano | Brumbies, Moana Pasifika | 2008-     | 1104   |
| 7    | Bernard Foley        | Waratahs                 | 2011-2019 | 1095   |
| 9    | Stirling Mortlock    | Brumbies, Rebels         | 1998-2012 | 1036   |
| 10   | Andrew Mehrtens      | Crusaders                | 1997-2005 | 990    |

- Essais :

| Rang | Joueur            | Clubs                          | Période   | Essais |
| ---- | ----------------- | ------------------------------ | --------- | ------ |
| 1    | Sevu Reece        | Crusaders                      | 2019-     | 66     |
| 2    | TJ Perenara       | Hurricanes                     | 2012-2024 | 65     |
| 3    | Julian Savea      | Hurricanes, Moana Pasifika     | 2011-     | 63     |
| 4    | Israel Folau      | Waratahs                       | 2013-2019 | 60     |
| 5    | Doug Howlett      | Highlanders, Hurricanes, Blues | 1997-2007 | 59     |
| 6    | Caleb Ralph       | Chiefs, Blues, Crusaders       | 1997-2008 | 58     |
| 7    | Joe Roff          | Brumbies                       | 1996-2004 | 57     |
| 8    | Ma'a Nonu         | Hurricanes, Blues, Highlanders | 2003-2019 | 56     |
| 8    | Christian Cullen  | Hurricanes                     | 1996-2003 | 56     |
| 8    | Bryan Habana      | Bulls, Stormers                | 2005-2013 | 56     |
| 8    | Stirling Mortlock | Brumbies, Rebels               | 1998-2012 | 56     |

- Transformations : 329 – Beauden Barrett (Hurricanes, Blues)
- Pénalités : 307 – Daniel Carter (Crusaders)
- Drops : 26 – Morné Steyn (Bulls)
- Essai le plus rapide : 8 secondes – Bryan Habana, Bulls